# Google Labs

Logo di Google Labs (presente)

Google Labs era il sito dove Google proponeva i suoi numerosi prodotti non ancora definitivi; i migliori e i più graditi venivano, in alcuni casi, ottimizzati ed aggiunti al pacchetto di servizi di Google.
Servizi offerti in passato da Google Labs:
- iGoogle
- Google Video
- Google Maps
- Google Reader
- Google Docs
- Google Desktop
- Google Groups
- Google Alerts
- Gmail

## Google Labs per Gmail
Gmail Labs propone numerose utilities (utilità) per il servizio Gmail. Queste utilities, che si trovano ancora allo stato beta, a volte possono rallentare, o bloccare il servizio mail a causa di alcuni errori. Nel caso succeda questo, è possibile ripristinare il servizio usando il link https://mail.google.com/mail/?labs=0.

## Google Labs per Android

Logo di Google Labs (passato)

Esistono alcuni servizi per Android ancora in beta. Tra questi si trovano:
- Google Goggles
- Android Scripting Environment
- Google Listen
- Places Directory
- Sky Map for Android
- Finance for Android
- My Tracks for Android
- My Maps Editor for Android

Google Goggles (beta) è un motore di ricerca, in grado di cercare, attraverso solo una foto scattata con un telefono con Android, un luogo o un monumento, un'opera d'arte, un logo, un vino, un indirizzo su un biglietto da visita, o un libro.